# 河口镇 (荣县)
河口镇，是中华人民共和国四川省自贡市荣县下辖的一个乡镇级行政单位。2019年9月撤销古佳乡，将其所属行政区域划归河口镇管辖，河口镇人民政府驻群兴街26号。

## 行政区划
河口镇下辖以下地区：
河口场社区、河东社区、罗家冲村、杨坳山村、字库村、文庄村、古文村、万家村、曹家嘴村和桂花冲村。